# Törökszentmiklós
Törökszentmiklós (deutsch Türkischsanktniklas) ist eine ungarische Stadt im Kreis Törökszentmiklós im Komitat Jász-Nagykun-Szolnok. Törökszentmiklós ist Verwaltungssitz des gleichnamigen Kreises. Die Herrschaft Törökszentmiklós war lange Zeit im Besitz der Adelsfamilie Almásy.

## Städtepartnerschaften
- Berck-sur-Mer, Frankreich[1]
- Lendava, Slowenien
- Newetlenfolu (Неветленфолу), Ukraine
- Ryglice, Polen
- Senta (Сента), Serbien
- Sic (Cluj), Rumänien

Zudem besteht seit dem Schuljahr 2009/2010 ein Schüleraustausch mit dem Stiftland-Gymnasium Tirschenreuth in Bayern.

## Söhne und Töchter der Stadt
- Dezső Győri (1908–1979), Bildhauer
- Éva Örkényi (* 1932), Schauspielerin
- Róza Pató (1934–2018), Bildhauerin
- Lili Monori (* 1945), Schauspielerin
- László Darvasi (* 1962), Schriftsteller und Journalist
- Mária Urbanik (* 1967), Leichtathletin
- Miklós Lukács (* 1977), Cimbalomspieler und Komponist
- Norbert Rivasz-Tóth (* 1996), Leichtathlet

## Verkehr
Durch Törökszentmiklós verläuft die Hauptstraße Nr. 46, die Autobahn M4 nördlich des Stadtgebiets. Die Stadt ist angebunden an die Eisenbahnstrecke von Szolnok nach Záhony.